# 며느리 밥풀꽃에 대한 보고서
"며느리 밥풀꽃에 대한 보고서"는 1989년에 개봉한 대한민국의 영화이다.

## 캐스팅
- 나영희
- 천호진
- 강정아
- 하대경
- 양택조
- 오희찬
- 안병경
- 김기주
- 최민금
- 박용식
- 남수정
- 김기범
- 최두열
- 박종설
- 박세희
- 유경애
- 길달호
- 장춘언
- 나갑성
- 홍춘길
- 이석구
- 김상배
- 강희